# 人權運動
人權運動是爭取人權的行為與過程。爭取人權的發動者可以是個人或團體，不分行業。人權運動爭取的內容包括個人權、團體、族群或性別權等等。

## 人權維護者
人權護衛者（英語：Human Rights Defenders），或譯人權維護者，主張揭露人權受政府侵犯的行為，並為受害者爭取權益發起社會運動的人們，聯合國《人權維護者宣言》指出，「人人有責任增進和保護人權」；及第29號《概況介紹》鼓勵更多的人成為人權維護者。

## 著名運動
人權運動世界各地皆有：非裔美國人民權運動、女權運動、原住民人權運動、反對逃犯條例修訂草案運動、台灣人權促進會、法國大革命、教師人權運動、醫療人員人權運動、勞工人權運動、痲瘋病人權運動等。